# 18720 Джеррігуо
18720 Джеррігуо (18720 Jerryguo) — астероїд головного поясу, відкритий 21 квітня 1998 року.
Тіссеранів параметр щодо Юпітера — 3,164.